# Cornelia Hesse-Honegger
Cornelia Hesse-Honegger (* 29. November 1944 in Zürich) ist eine Schweizer naturwissenschaftliche Zeichnerin sowie bildende und „Wissenskünstlerin“: Ihre Insekten-Bilder werden international in Museen und Galerien ausgestellt. Sie bewegt sich dabei im Grenzbereich zwischen Kunst und Wissenschaft und will Insekten als Zeugnisse einer schönen und zugleich bedrohten Lebenswelt darstellen.

## Leben
Cornelia Hesse-Honegger ist die Tochter von Warja Lavater und Gottfried Honegger. 25 Jahre lang arbeitete sie für das Zoologische Institut der Universität Zürich.

## Künstlerisches und wissenschaftliches Werk

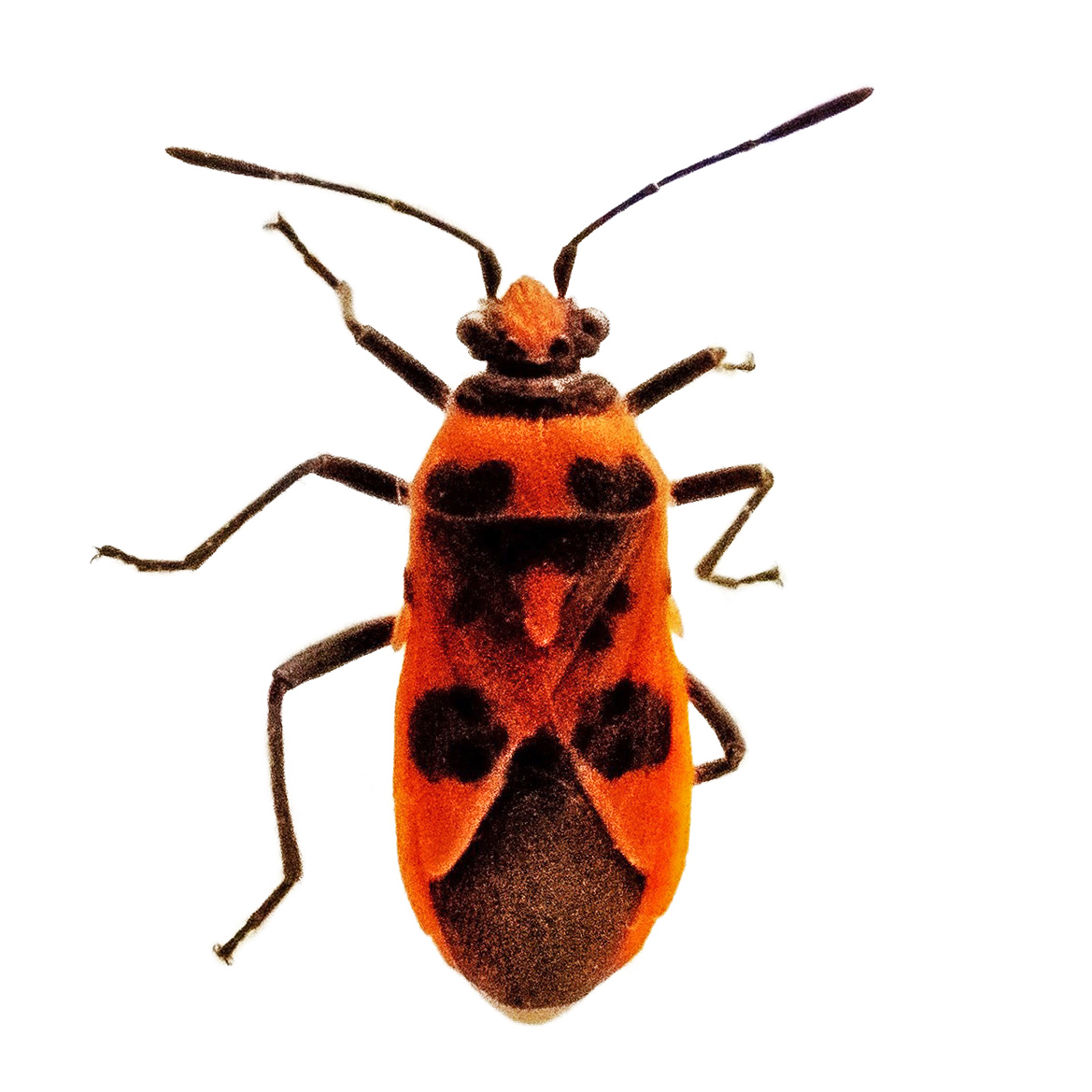
Zimtwanze (Corizus hyoscyami)

Ab 1967 malte Cornelia Hesse-Honegger mutierte Frucht- und Stubenfliegen, die im Labor vergiftet oder bestrahlt worden waren, um Mutationen zu erzeugen. Sie wurden für sie „zu Prototypen, zu Visionen einer zukünftigen menschgemachten Naturform. 1968 malte ich die erste Wanze (Heteroptera), weil ich sie so schön fand.“
Seit diesen ersten Begegnungen mit Insekten und der künstlerischen Auseinandersetzung mit ihnen sammelte und malte sie diese in verschiedenen Biotopen. Ein Jahr nach der Nuklearkatastrophe von Tschernobyl begann sie 1987 damit, systematisch Wanzen zu sammeln: in Gebieten, die vom Tschernobyl-Fallout radioaktiv verseucht worden waren und im Umfeld von Atomanlagen. Die über 16.000 gesammelten Insekten untersuchte sie mit Hilfe von Binokular-Lupen. Dabei unterschied sie zwischen „morphologischen“ und „allen Schäden“: Zu den morphologischen Schäden zählte sie Deformationen am Körper wie ungleich lange Flügel, fehlende Segmente oder Verkürzungen in Fühlern, zusammengewachsene bzw. deformierte Abdominalsegmente, asymmetrische Thoraxe oder Veränderungen an Beinen und Füssen. 
In der Kategorie „Alle Schäden“ dokumentierte sie morphologische Schäden sowie dunkle Flecken, Pigmentveränderungen, Löcher sowie Material-Fehlbildungen (Chitin). Die Schädigungsrate in allen untersuchten Gebieten beträgt nach ihren Angaben bei „morphologischen Schäden“ 22 Prozent, bei „allen Schäden“ null Prozent. Um die Schäden vergleichen zu können, sammelte sie pro Untersuchungsstandort 50 oder 65 Wanzen in intakten Biotopen und narkotisierte sie für die äussere Untersuchung. 
Von 1968 bis 1989 lebte sie in der Nähe von Zürich und sammelte dort Wanzen, genauso wie in Ghana und Costa Rica. Diese intakten Biotope nutzte sie als Referenz-Biotope, da dort keine Wanze morphologische Schäden aufwies. Während der Feldstudien erstellt sie Farbskizzen, aus denen sie später im Atelier minutiöse Aquarelle macht.
Durch ihre Untersuchungen kam sie zum Schluss, dass der radioaktive Niederschlag aus Tschernobyl in Schweden und in der Schweiz morphologische Schäden bei Wanzen, Fruchtfliegen (Drosophila) sowie Pflanzen verursacht hatte. Von Naturwissenschaftlern wurden die Aussagen in ihrer 1988 erschienenen Publikation kritisiert: Die durch die Reaktorkatastrophe freigesetzten radioaktiven Stoffen erzeugten in Westeuropa zu geringe Dosen, um morphologische Schäden bei Insekten hervorrufen zu können. 
Weil Schweizer Kernkraftwerke niedrigere künstliche Radioaktivitätsdosen als der Tschernobyl-Fallout emittierten, folgerte Cornelia Hesse-Honegger, dass Heteroptera in der Umgebung von Schweizer Atomkraftwerken gesund sein müssten. So untersuchte sie 1988 Wanzen und Pflanzen im Umfeld von Schweizer Atomkraftwerken und internationalen Atomanlagen wie Sellafield (England), La Hague (Frankreich), Krümmel und Gundremmingen in Deutschland, dem Kernkraftwerk Three Mile Island (Pennsylvania) sowie dem Atomtestgelände Hanford in den USA. Aufgrund dieser Studien folgerte sie, dass bereits „normal funktionierende“ Atomkraftwerke, Aufbereitungs- und andere Atomanlagen auch infolge von Niedrigstrahlung morphologische Schäden bei Wanzen verursachten.
Die Feldstudien in der Schweiz, Europa und den USA legen nach Cornelia Hesse-Honeggers Meinung nah, dass die künstliche Radioaktivität, die durch Atomanlagen in die Umwelt gelangt, eine ernsthafte und zu wenig beachtete Gefahr für Mensch und Umwelt darstellt. Sie setzt sich dafür ein, dass dieses Problem erkannt und unabhängig untersucht wird und dass Alternativen zur Atomenergie gesucht werden. Abgereicherte Uranmunition, wie sie im Kosovo und im Irak eingesetzt wurden, muss nach ihrer Meinung endgültig verboten, die betroffene Bevölkerung untersucht und betreut werden.
Nach eigenen Angaben berührt und fasziniert sie die Arbeit mit den Wanzen und sie sieht sie als Beitrag im Bemühen, die Natur zu erhalten.

## Auszeichnungen
- 2015: Nuclear-Free Future Award 2015, Kategorie Aufklärung[3]